# لنار
لنار (انگلیسی: Lennar) شرکت ساخت‌وساز آمریکایی است، که در سال ۱۹۵۴ تأسیس شد.